# پرنده‌شناسی

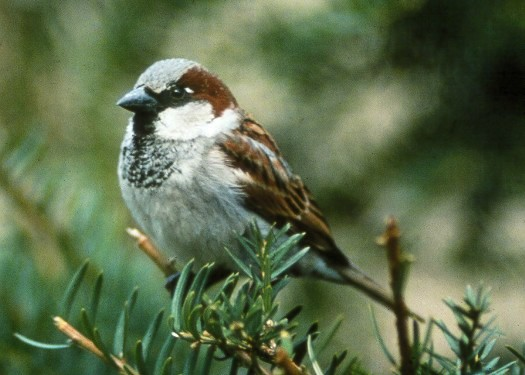
گنجشک خانگی

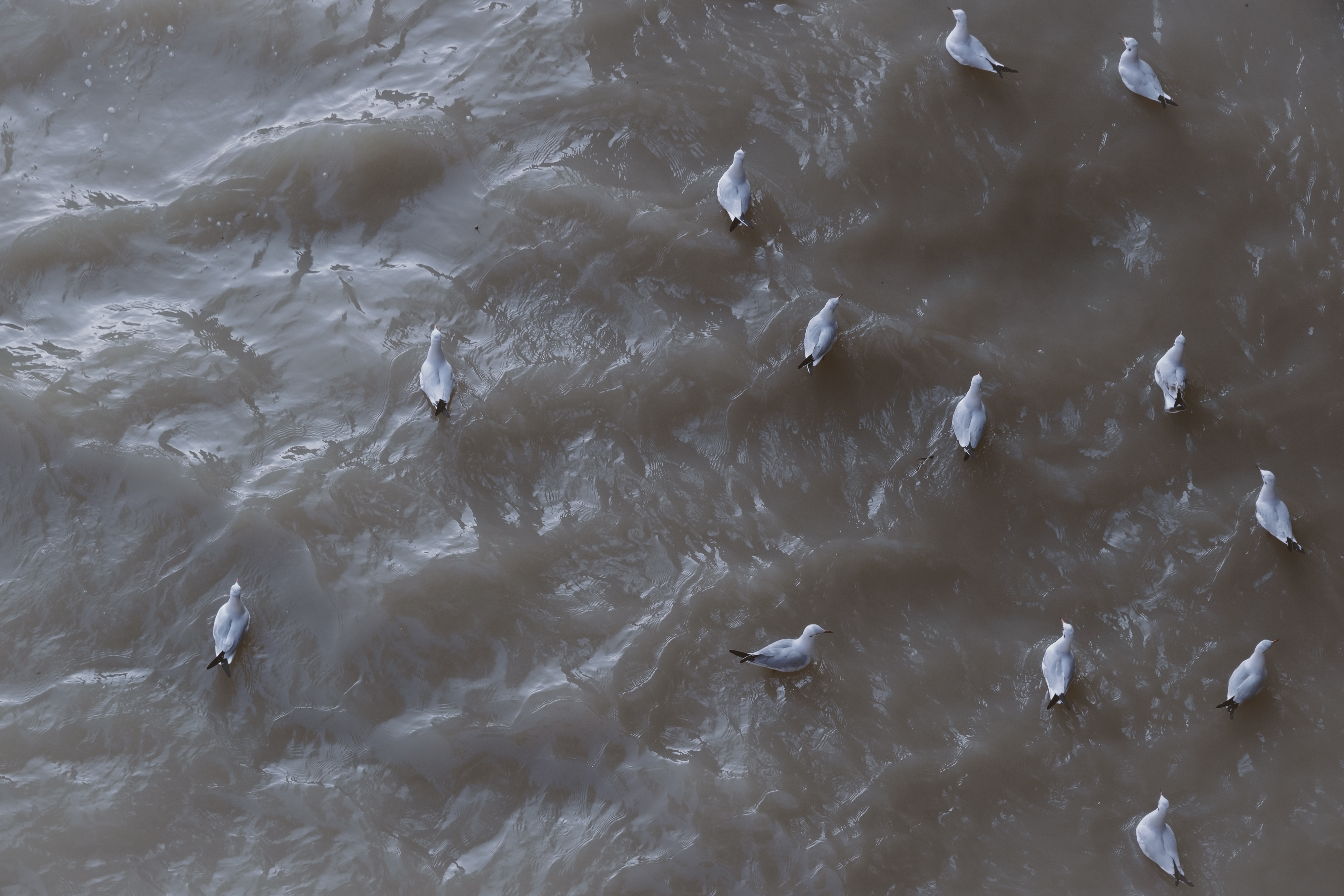
دسته ای کاکایی در رودخانه قفقاز واقع در مرکز شهر تفلیس پایتخت گرجستان

پرنده شناسی (Ornithology از ریشه یونانی ὄρνις، ὄρνιθος) شاخه‌ای از جانورشناسی است که به مطالعه زندگی پرندگان می‌پردازد.
پرنده‌شناسی سابقه دیرینه‌ای دارد و مطالعات مربوط بدان راهگشای سایر مطالعات علمی در رشته‌های دیگری همچون بوم‌شناسی شده‌است.
در ابتدا بیشتر مطالعات بر روی طبقه‌بندی و بررسی گونه‌های مختلف پرندگان متمرکز بود.

## دوران اولیه

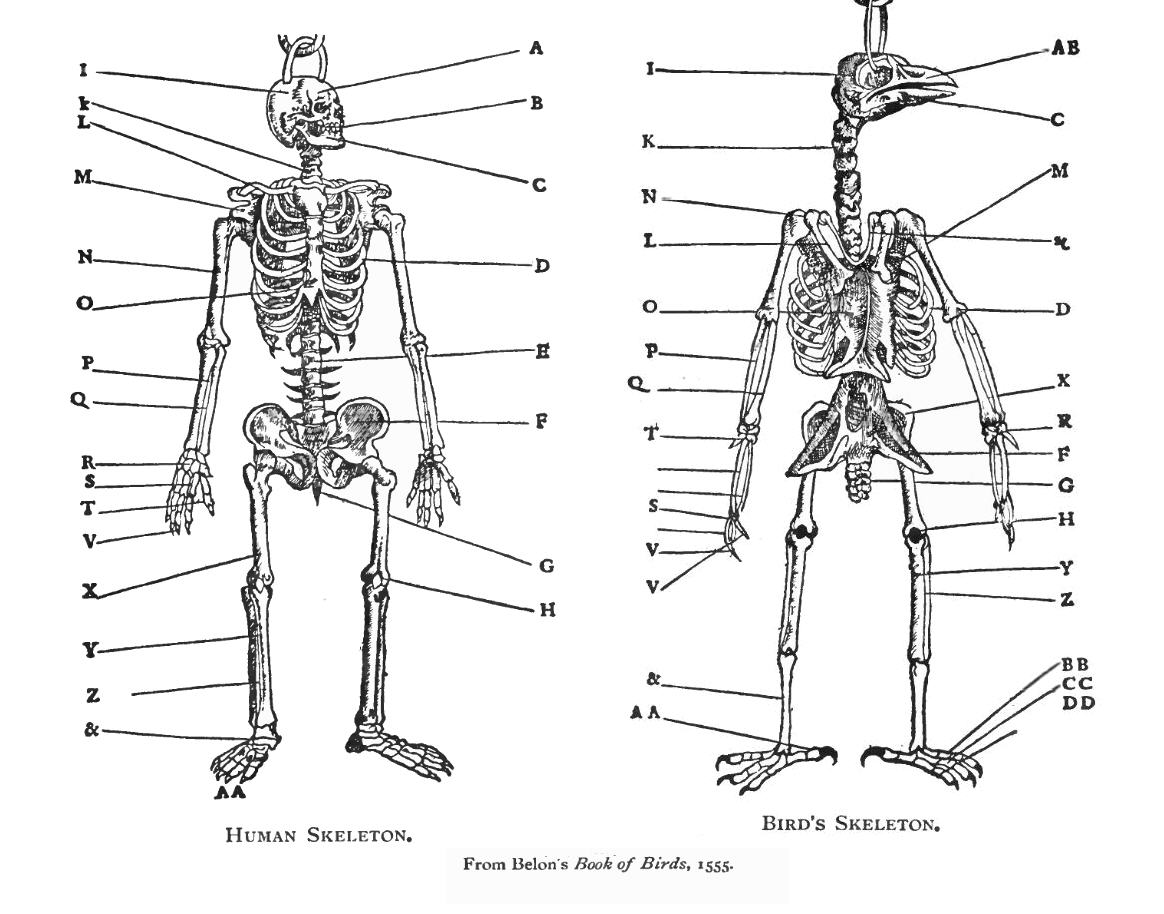
مقایسه‌ای بین اسکلت بندی انسان و پرنده در کتاب پرندگان تالیف 1555 میلادی

بررسی پرندگان به دوران اولیه حیات انسان و و دوران پارینه سنگی باز می‌گردد.پرندگان به عنوان یک منبع غذایی مهم برای انسان مطرح بوده‌اند و بقایای استخوان‌های پرندگان در یافته‌های باستانشناسی در محوطه‌های تمدنی  عصر حجر یافت شده‌است.
فرهنگ‌های نقاط مختلف جهان غنای بالایی از لحاظ کلمات مربوط به پرندگان برخور دار است.

## روش‌های مطالعه

### مطالعه در محیط
مطالعه پرندگان با گسترش فناوری‌های تصویربرداری توسعه فراوانی یافت زیرا امکان ثبت زندگی پرندگان در طبیعت را با دقت بالایی فراهم کرد.

### در آزمایشگاه
مطالعه بسیاری از جنبه‌های زندگی پرندگان در طبیعت دشوار است، خصوصاً مطالعاتی که بررسی پرنده برای طولانی مدت را نیاز دارد.

قیف املن برای بررسی رفتار پرندگان مهاجر بکار می‌رود.